# Canadian Action Party
The Canadian Action Party (CAP) (franska: Parti action canadienne [PAC]) var ett kanadensiskt politiskt parti grundat 1997 och avregistrerat 2017. Partiet förespråkade kanadensisk nationalism, penningreform och demokratiska reformer. Det motsatte sig neoliberal globalisering och frihandelsavtal. 

## Partiledare
Canadian Action Party grundades av Paul T. Hellyer, en före detta liberal försvarsminister i Lester Pearsons regering. Vid det federala valet 1997 ställde partiet upp för första gången med kandidater, och med Hellyer som partiledare. Efter valet 1997 uppgick Canada Party i Canadian Action Party. Canada Party hade formats av före detta medlemmar i the Social Credit Party of Canada. Claire Foss, som tidigare varit ledare för Canada Party blev vice president för Canadian Action Party till november 2003. 2003 avgick också Hellyer som partiledare för CAP. 2004 övertogs hans roll av Connie Fogal, en stridbar advokat och aktivist. Hon var ledare för rörelsen till 2008 då hon ersattes av Andrew J. Moulden. Den 4 augusti 2009 sa Moulden upp sig från partiledarskapet och gick över till Christian Heritage Party. Därefter har Melissa Brade varit ledare för rörelsen. 

## Externa webbsidor
- Canadian Action Party (engelska)